# Bible de Wulfila

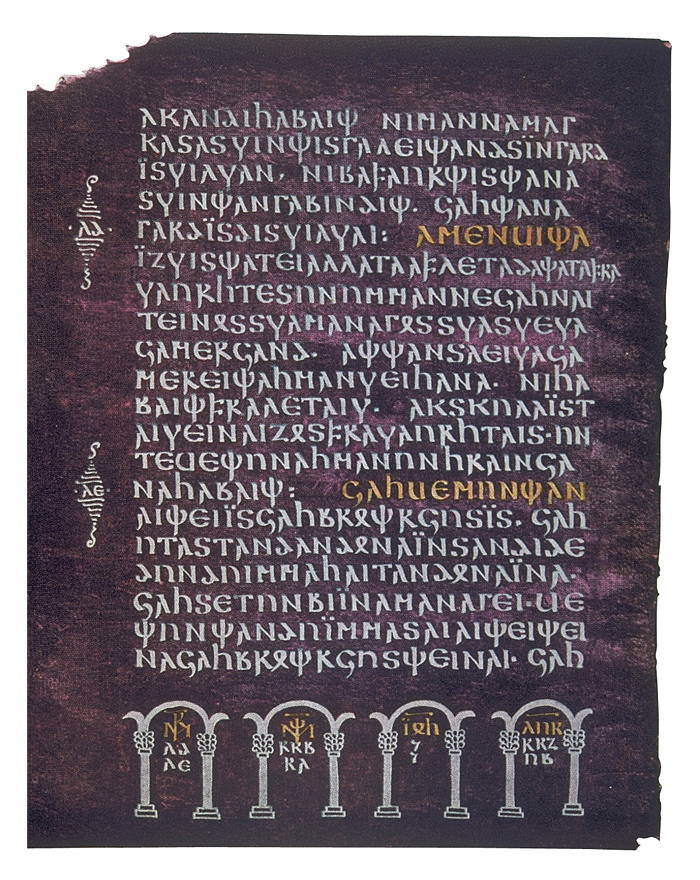
Feuillet 16^{v} qui contient l'Évangile selon Marc 3,26–32, issu du Codex Argenteus.

La Bible de Wulfila, ou Bible gothique, est une traduction de la Bible, principalement du Nouveau Testament, en langue gotique par l'évêque et missionnaire Wulfila (311–383) afin de favoriser l'évangélisation des Goths.
L'œuvre revêt un intérêt particulier pour la linguistique comparée en ce qu'elle est le premier témoignage écrit d'une langue germanique (si l'on excepte quelques inscriptions antérieures en runes).
Plusieurs éléments de la Bible de Wulfila, comme les Actes des Apôtres, particulièrement importants pour l'histoire religieuse, n'ont pas été retrouvés.

## Composition
Pour sa traduction, Wulfila s'est appuyé sur une version de la Septante et a inventé l'alphabet gotique. Cette œuvre, rédigée alors que Wulfila se trouvait à Nicopolis ad Istrum, province de Mésie, dans l'actuelle Bulgarie, est la plus importante source pour la langue gotique.
Plusieurs manuscrits de la Bible de Wulfila datant des VIe et VIIIe siècles ont été conservés. Ils comprennent une grande partie du Nouveau Testament et des parties de l'Ancien Testament et proviennent principalement d'Italie :
- le Codex Argenteus (Évangiles), aujourd'hui conservé à la bibliothèque universitaire d'Uppsala ;
- le Codex Ambrosianus (manuscrits A, B, C, D et E) (Lettres, Skeireins, Livre de Néhémie) ;
- le Codex Carolinus (Épître aux Romains) ;
- le Codex Vaticanus Latinus 5750 (Skeireins) ;
- le Codex Gissensis (fragment de l'Évangile de Luc) ;
- et la Fragmenta Pannonica, fragments d'une plaque métallique d'un millimètre d'épaisseur comportant une partie de l'Évangile de Jean.

## Extrait
Texte du Notre Père, Évangile selon Matthieu 6,9–13 (la lettre þ est comparable à l'anglais th), rédigé en scriptio continua, Codex Argenteus, feuillets 4v (dernier verset) et 5r (versets 1 à 12) :